# Cieśnina Lombok

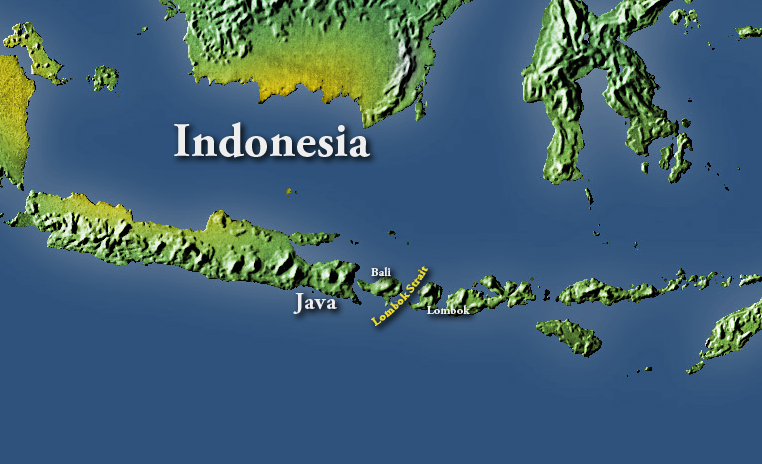
Cieśnina Lombok (ang. Lombok Strait)

Cieśnina Lombok (indonez. Selat Lombok) – cieśnina w Indonezji; łączy Morze Bali z Oceanem Indyjskim; oddziela wyspy Bali i Lombok; długość ok. 60 km, szerokość 18 – 40 km.
W południowym krańcu cieśniny leży grupa wysepek (m.in. Nusa Penida). Najważniejsze miasto nad cieśniną to Mataram.
Wzdłuż cieśniny Lombok przebiega linia Wallace’a.